# Camponotus nutans
Camponotus nutans é uma espécie de inseto do gênero Camponotus, pertencente à família Formicidae.